# ريتشارد دابن
ريتشارد دابن (بالإنجليزية: Richard Dubin)‏ هو كاتب سيناريو أمريكي، ولد في 25 أبريل 1945 في نيويورك في الولايات المتحدة.

## وصلات خارجية
- ريتشارد دابن على موقع IMDb (الإنجليزية)
- ريتشارد دابن على موقع قاعدة بيانات الفيلم (الإنجليزية)
- ريتشارد دابن على موقع كينوبويسك (الروسية)